# Броні (фендом)
Бро́ні — субкультура, фендом шанувальників телесеріалу My Little Pony: Friendship Is Magic, який виходив з 2010 по 2019 рік. Вони переважно складаються з чоловіків, але також включають жіночих персонажів, які виходять за межі власне цільової групи серіалу — дівчаток у віці від 4 до 9 років.

## Етимологія
Термін є словозлиття «бро» (розмовне скорочення від «брат») та «поні». Термін «Пегасістер» (словозлиття «пегас» і «сестра») також використовувався для позначення жінок-послідовниць, проте його вживання стало рідкісним у сучасному часі.

## Історія
Невдовзі після виходу шоу на платформі 4chan почали з'являтися змонтовані кліпи з серіалу, які спочатку слугували більше для розваги, аніж свідчили про справжній фандом. Однак до 2011 року в інтернеті, починаючи з США, розвинулася міжнародна фан-сцена. Фандом також вплинув на сам серіал: з їхньої ініціативи був названий персонаж Дерпі.
Звичайно, ще до виходу серіалу у 2010 році існували фанати My Little Pony, але це були фанати старих серіалів, що виходили з середини 1980-х років. Завдяки новим шанувальникам було знято майже півторагодинний документальний фільм «Броні: Надзвичайно несподівані дорослі шанувальники My Little Pony» (англ. Bronies: The Extremely Unexpected Adult Fans of My Little Pony) та 80-хвилинний фільм «Казка про Броні» (англ. A Brony Tale), в якому взяли участь кілька акторів, що озвучували серіал.
Пік руху припав на 2011-2013 роки, після початкового різкого зростання популярності з кінця 2010 року. Проте вже кілька років поспіль інтерес громадськості повільно згасає, що не в останню чергу пов'язано із загальною відносною недовговічністю тенденцій в інтернет-культурі.

## Критика
Деякі ЗМІ критично ставляться до матеріалів, орієнтованих на дорослих, створених броні фанатами. У деяких випадках ці відео можуть з'являтися в пошукових запитах в Інтернеті, які діти можуть здійснювати під час пошуку онлайн-копій програми або під час пошуку зображень персонажів з шоу. Наприклад, пародійний серіал PONY.MOV, анімований аніматором Максом Гіларді у стилі Джона Крікфалузі, ставить персонажів у відверто дорослі ситуації і був описаний веб-сайтом io9 як «огидний ... і, безумовно, NSFW» Фанати визнають, що такі матеріали генеруються підгрупою групи, але вважають це «неминучою частиною будь-якого онлайн-фендому», як описала Сейді Дженніс з TV Guide, і не турбуються про цей аспект.